# Ківікко
Ківікко (фін. Kivikko, швед. Stensböle) — квартал району Меллункюля у Східному Гельсінкі, Фінляндія. Населення — 5 006 осіб, площа — 2.84 км².
Терен мікрорайону приєднано до Гельсінкі в 1946. Забудову розпочато в 1992 році.
Головний центр громадського транспорту станція метро — Контула.

Ківікко на мапі Гельсінкі
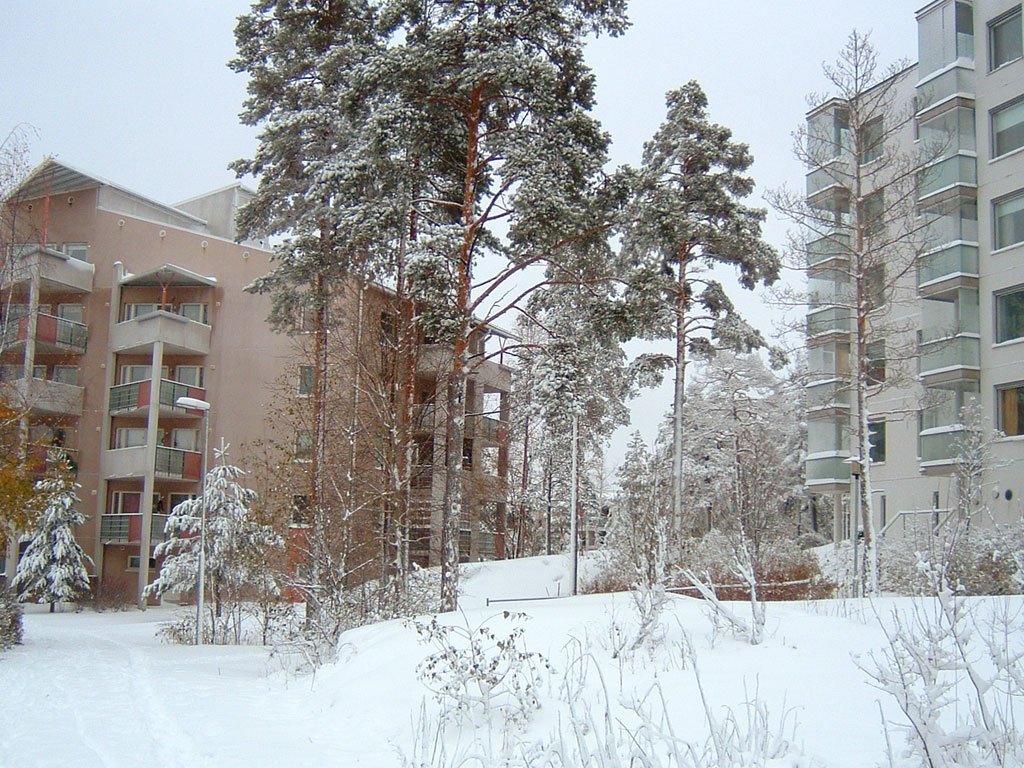
Ківікко взимку
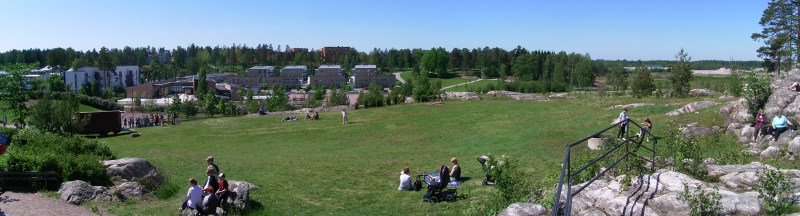
парк у Ківвіко